# Nipun Java
Nipun Java (* in Kolkata) ist ein professioneller indischer Pokerspieler. Er ist dreifacher Braceletgewinner der World Series of Poker.

## Persönliches
Java arbeitete vor seiner Pokerkarriere als Softwareentwickler. Er lebt in Los Angeles.

## Pokerkarriere

### Werdegang
Java spielt seit November 2007 online unter den Nicknames Javatini (PokerStars) und Javatinii (Full Tilt Poker, BlackChip, Lock Poker sowie WSOP.com). Seine Turniergewinne belaufen sich auf knapp 800.000 US-Dollar.
Seine erste Geldplatzierung bei einem Live-Turnier erzielte Java im Juni 2009 im Golden Nugget Las Vegas. Ende Mai 2010 war er erstmals bei der World Series of Poker (WSOP) im Rio All-Suite Hotel and Casino am Las Vegas Strip erfolgreich und kam bei einem Turnier der Variante No Limit Hold’em in die Geldränge. Im Februar 2014 belegte er bei einem Turnier des L.A. Poker Classic in Los Angeles den zweiten Platz, der mit rund 115.000 US-Dollar bezahlt wurde. Einen Monat später gewann Java das Main Event des WSOP-Circuitturniers in Los Angeles und erhielt eine Siegprämie von knapp 230.000 US-Dollar. Bei der WSOP 2014 erreichte er im Main Event den fünften Turniertag und schied dort auf dem mit knapp 40.000 US-Dollar dotierten 256. Platz aus. Ende Juni 2015 saß Java an seinem ersten WSOP-Finaltisch und wurde bei einem Event in Six Handed Pot Limit Omaha Zweiter für rund 270.000 US-Dollar, das sein bis heute höchstes Preisgeld darstellt. Bei der WSOP 2017 gewann Java gemeinsam mit seinem Landsmann Aditya Sushant ein Tag-Team-Event, wofür die beiden eine Siegprämie von mehr als 150.000 US-Dollar erhielten und zu den ersten indischen Braceletgewinnern überhaupt wurden. Einen Monat später sicherte sich Java bei der Online Championship der Turnierserie erneut einen Turniersieg und erhielt eine Siegprämie von knapp 240.000 US-Dollar sowie sein zweites Bracelet. Anfang August 2017 setzte er sich auch bei einem Deepstack-Event der Seminole Hard Rock Poker Open in Hollywood, Florida, durch und erhielt den Hauptpreis von rund 230.000 US-Dollar. Im Harrah’s Las Vegas wurde er beim Main Event des WSOP-Circuits Zweiter und mit knapp 120.000 US-Dollar prämiert. Bei der WSOP 2023 gewann er das online ausgespielte Lucky 7’s und sicherte sich sein drittes Bracelet sowie knapp 200.000 US-Dollar.
Insgesamt hat sich Java mit Poker bei Live-Turnieren knapp 3 Millionen US-Dollar erspielt und ist damit nach Vivek Rajkumar und Santhosh Suvarna der dritterfolgreichste indische Pokerspieler.

### Braceletübersicht
Java kam bei der WSOP 78-mal ins Geld und gewann drei Bracelets:
| Jahr | Buy-in (in $) | Turnier                                       | Teilnehmer | Preisgeld (in $)                  |
| ---- | ------------- | --------------------------------------------- | ---------- | --------------------------------- |
| 2017 | 1000          | Tag Team No-Limit Hold’em                     | 0843       | 150.637geteilt mit Aditya Sushant |
| 2017 | 1000          | WSOP.com Online No-Limit Hold’em Championship | 1312       | 237.688                           |
| 2023 | 0777          | WSOP.com No-Limit Hold’em Lucky 7’s           | 0954       | 195.151                           |